# Campeonato Panamericano de Judo de 1984
El XIV Campeonato Panamericano de Judo se celebró en Ciudad de México (México) el 26 de abril de 1984 bajo la organización de la Unión Panamericana de Judo.
En total se disputaron quince pruebas diferentes, siete masculinas y ocho femeninas.

## Resultados

### Masculino
| Evento | Oro                              | Plata                           | Bronce                                                      |
| ------ | -------------------------------- | ------------------------------- | ----------------------------------------------------------- |
| –60 kg | Luiz Shinohara · Brasil          | José Rodríguez Carbonell · Cuba | Hugo Vilchis · México · Kevin Asano · Estados Unidos        |
| –65 kg | Gerardo Padilla Vallejo · México | Sérgio Sano · Brasil            | Joe Marshall · Estados Unidos · Luis Navia Hernández · Cuba |
| –71 kg | Wilfredo Scull Castillo · Cuba   | Alain Legal · Canadá            | Federico Vizcarra · México · Luís Onmura · Brasil           |
| –78 kg | Juan Ferrer Lahera · Cuba        | José Strático Argentina         | Rogério dos Santos · Brasil · Eduardo Serna · México        |
| –86 kg | Walter Carmona · Brasil          | Brian Germain Estados Unidos    | Esteban Méndez Lazo · Cuba · Kent Griffin · Canadá          |
| –95 kg | Isaac Azcuy Oliva · Cuba         | Douglas Vieira · Brasil         | James Hendrik · Canadá · Fernando Ferreyros · Perú          |
| +95 kg | Frederico Flexa · Brasil         | Frank Moreno García · Brasil    | Shawn Gibbons Estados Unidos                                |

### Femenino
| Evento            | Oro                           | Plata                            | Bronce                                                              |
| ----------------- | ----------------------------- | -------------------------------- | ------------------------------------------------------------------- |
| –48 kg            | María Villapol · Venezuela    | Inéz Nazareth · Brasil           | María Eugenia González · Chile · Tina Takahashi · Canadá            |
| –52 kg            | Cecilia Alacán · Cuba         | Aartje Vroegh-Sheffield · Canadá | Solange de Almeida · Brasil · Diana Martínez · Puerto Rico          |
| –56 kg            | Inés Darón · Cuba             | Maureen Randolph Estados Unidos  | Karen Sheffield · Canadá                                            |
| –61 kg            | Natasha Hernández · Venezuela | Cindy Sovljanski Estados Unidos  | Cecilia Hernández Llerena · Cuba · Susan Ulrich · Canadá            |
| –66 kg            | Miriam Correia · Brasil       | Sandra Greaves · Canadá          | Patricia Taylor · Estados Unidos · Cecilia Caballero Navarro · Cuba |
| –72 kg            | Nancy Filteau · Canadá        | Nilda Espinosa · Cuba            | Helena Guimarães · Brasil                                           |
| +72 kg            | Allison Henry · Venezuela     | Nilmari Santini Puerto Rico      | Andre Soria · Brasil                                                |
| Categoría abierta | Nilmari Santini Puerto Rico   | Heidi Bauersachs Estados Unidos  | Sandra Leisle · Canadá · Allison Henry · Venezuela                  |

## Medallero
| Núm. | País           | Oro | Plata | Bronce | Total |
| ---- | -------------- | --- | ----- | ------ | ----- |
| 1    | Cuba           | 5   | 2     | 4      | 11    |
| 2    | Brasil         | 4   | 4     | 5      | 13    |
| 3    | Venezuela      | 3   | 0     | 1      | 4     |
| 4    | Canadá         | 1   | 3     | 6      | 10    |
| 5    | Puerto Rico    | 1   | 1     | 1      | 3     |
| 6    | México         | 1   | 0     | 3      | 4     |
| 7    | Estados Unidos | 0   | 4     | 4      | 8     |
| 8    | Argentina      | 0   | 1     | 0      | 1     |
| 9    | Chile          | 0   | 0     | 1      | 1     |
| 9    | Perú           | 0   | 0     | 1      | 1     |
|      | TOTAL          | 15  | 15    | 26     | 56    |